# 短鰭斯坦達脂鯉
短鰭斯坦達脂鯉（学名：Steindachnerina conspersa），為輻鰭魚綱脂鯉目脂鯉亞目無齒脂鯉科的其中一個種，分布於南美洲巴拉圭河、烏拉圭河、巴拉那河等流域，體長可達20.5公分，棲息在中底層水域，以生活習性不明。